# Phacodes validus
Phacodes validus là một loài bọ cánh cứng trong họ Cerambycidae.